# Добривичі
Добривичі (рос. Добрывичи) — присілок в Бєжаницькому районі Псковської області Російської Федерації.
Населення становить 98 осіб. Входить до складу муніципального утворення Чихачьовське муніципальне утворення.

## Історія
Від 2005 року входить до складу муніципального утворення Чихачьовське муніципальне утворення.

## Населення
| 2001 | 2002 | 2010 |
| ---- | ---- | ---- |
| 155  | ↘135 | ↘98  |